# Meiosperma
Meiosperma, biljni rod iz porodice primogovki smješten u tribus Justicieae, dio potporodice Acanthoideae. Sastoji se od 6 vrste iz tropske Afrike, Arapskog poluotoka i Indije Opisan je u Flora Telluriana 4: 64. 1836[1838]. 

## Povijest roda
Nedavni rezultati molekularne filogenetike pokazali su da je Monechma s.l., skupina biljaka od ekološke važnosti u savanama i sukulentnim biomima subsaharske Afrike, polifiletična s dvije odvojene prepoznatljive loze. Prepoznate su Monechma grupe I i II u generičkom rangu, koje se mogu razlikovati po razlikama u karakteristikama cvatova i morfologiji sjemena. Lektotip Monechme, M. bracteatum Hochst., dio je male loze biljaka blisko srodnih Justicia L. sect. Harnieria (Solms) Benth. za koje je pronađeno da je najranije valjano ime Meiosperma Raf. Stoga je Monechma sinonimizirana unutar Meiosperme, koja se sastoji od šest prihvaćenih vrsta i dva neopisana taksona. Većina vrsta bivše Monechma s.l. razriješeni su unutar druge loze za koju je jedino valjano objavljeno generičko ime Pogonospermum Hochst. Ovaj uskrsnuli rod obuhvaća 34 prihvaćene vrste plus dvije neopisane svojte. Pogonospermum pokazuje značajne morfološke varijacije i ovdje je dalje podijeljen u šest odjeljaka koji se prvenstveno temelje na razlikama u habitusu biljke, obliku cvata, čašici, žilicama brakteje i brakteole i indumentumu sjemena. Nove kombinacije i novi odjeljci su potvrđeni, a sedam prihvaćenih naziva vrsta je lektotipizirano.

## Opis
Jednogodišnje bilje, Trajnice i polugrmovi.

## Vrste
1. Meiosperma bracteatum (Hochst.) I.Darbysh. & E.A.Tripp
2. Meiosperma carnosum (Hedrén) I.Darbysh. & E.A.Tripp
3. Meiosperma debile (Forssk.) I.Darbysh. & E.A.Tripp
4. Meiosperma eminii (Lindau) I.Darbysh. & E.A.Tripp
5. Meiosperma monechmoides (S.Moore) I.Darbysh. & E.A.Tripp
6. Meiosperma tetrasperma (Hedrén) I.Darbysh. & E.A.Tripp

## Sinonimi
- Monechma Hochst.; Flora 24: 374 (1841)